# Кінан Лонсдейл
Кінан Лонсдейл (англ. Keiynan Lonsdale, нар. 19 грудня 1991, Сідней, Новий Південний Уельс, Австралія) – австралійський актор, співак, танцюрист та автор пісень. Він відомий такими ролями, Воллі Вест  у серіалі The CW Флеш (2015–2020) і «Легенди завтрашнього дня» (2017–2018), Брема Грінфілда у фільмв З любов'ю, Саймон (2018) та З любов'ю, Віктор. Він також відомий своїми ролями у фільмах Дивергент (2015). Лонсдейл також працював дід-джеєм на MTV і випустив оригінальні музичні записи, зокрема студійний альбом у 2020 році.

## Особисте життя
У 2017 році Лонсдейл написав в Instagram: «Мені подобаються дівчата, мені подобаються хлопці». Раніше Лонсдейл не ідентифікував себе з конкретним ярликом сексуальності, але назвав себе геєм в інтерв’ю для BuzzFeed 2022 року.

## Дискографія

### Студійний альбом
| Назва       | Деталі альбому                                                           |
| ----------- | ------------------------------------------------------------------------ |
| Rainbow Boy | - Released: 29 May 2020 - Format: Digital download, Потокове мультимедіа |

### Розширений альбом
| Назва         | EP деталі                                             |
| ------------- | ----------------------------------------------------- |
| Higher Vol. 1 | - Released: 6 October 2015 - Format: Digital download |

### Сингли
| Назва пісні                     | Рік  | Альбом            |
| ------------------------------- | ---- | ----------------- |
| "One and Only"                  | 2014 | Non-album single  |
| "Higher"                        | 2015 | Higher Vol. 1     |
| "Good Life"                     | 2017 | Non-album singles |
| "Kiss the Boy"                  | 2018 | Non-album singles |
| "Preach"                        | 2018 | Non-album singles |
| "Rainbow Dragon"                | 2019 | Rainbow Boy       |
| "Gay Street Fighter"            | 2020 | Rainbow Boy       |
| "See You There" (with Castelle) | 2020 | Non-album single  |
| "Rhythm & Music"                | 2021 | Rainbow Boy       |
| "Gods of the Disco"             | 2021 | Non-album single  |

## Фільмографія
| Рік       |   | Українська назва             | Оригінальна назва                   | Роль                     |
| --------- | - | ---------------------------- | ----------------------------------- | ------------------------ |
| 2007      | ф | Шик, блиск, красота          | Razzle Dazzle: A Journey Into Dance | Член трупи місс Елізабет |
| 2008      | с | Всі святі                    | All Saints                          | Корі                     |
| 2012—2013 | с | Танцювальна академія         | Dance Academy                       | Олівер Лойд              |
| 2015—2023 | с | Флеш                         | The Flash                           | Воллі Вест               |
| 2015      | ф | Дивергент 2: Інсургент       | The Divergent Series: Insurgent     | Юрай Педрад              |
| 2016      | ф | Проти шторму                 | The Finest Hours                    | Елтон Хенон              |
| 2016      | ф | Дивергент 3: За стіною       | The Divergent 3: Allegiant          | Юрай Педрад              |
| 2017—2018 | с | Легенди завтрашнього дня     | Legends of Tomorrow                 | Воллі Вест               |
| 2017      | с | Супердівчина                 | Supergirl                           | Воллі Вест               |
| 2017      | ф | Танцювальна академія         | Dance Academy: The Movie            | Олівер Лойд              |
| 2017      | ф | Люблю. Поділіться. Слідуйте. | Like. Share. Follow.                | Гаррет                   |
| 2018      | ф | З любов'ю, Саймон            | Love, Simon                         | Брем Грінфілд            |
| 2020      | с | З любов'ю, Віктор            | Love, Victor                        | Брем Грінфілд            |
| 2020      | с | Рівні                        | Equal                               | Баярд Растін             |
| 2020      | ф | Зроби це                     | Work It                             | Джуліан Пембрук          |
| 2021      | с | Еден                         | Eden                                | Кем                      |
| 2022      | ф | Мій фальшивий хлопець        | My Fake Boyfriend                   | Ендрю                    |